# Кам'яний папір
Кам'яний папір (також біопластичний папір, мінеральний папір або насиченим мінеральним папером) — міцний та довговічний подібний до паперу матеріал, виготовлений із карбонату кальцію, скріпленого поліетиленом високої щільності (ПВЩ). Має багато застосувань, таких, як і папір на основі целюлози.

## Властивості
Кам'яний папір має щільність 1,0-1,6 г/см 3, що дорівнює або трохи вища, ніж у звичайного паперу, а його текстура нагадує зовнішню оболонку вареного яйця. Він не піддається біологічному розкладанню або компостуванню, але є фоторозкладним за відповідних умов. Складається приблизно з 80 % карбонату кальцію, 18 % ПВЩ і 2 % запатентованого покриття.
Завдяки виготовленню не з целюлозних волокон, кам'яний папір може мати гладкішу поверхню, ніж більшість традиційних виробів, усуваючи потребу в додатковому покритті або ламінуванні. Карбонат кальцію видобувається в кар'єрах або осаджується з вапняку. У виробництві кам'яного паперу не використовуються кислоти та відбілювачі. Його можна переробити на новий кам'яний папір, але лише за умови окремого збирання.
Кам'яний папір придатний для використання зі струменевими або твердочорнильними принтерами (наприклад, офсетними, високими, глибокими, флексографічними), але погано реагує на дуже високотемпературні лазерні принтери.

## Сталий розвиток
Проведено порівняння між кам'яним і традиційним папером для книгодрукування в Європі. Якби кам'яний папір замінив у Європі поліграфічний матеріал із покриттям та без покриття, це потенційно могло б зменшити викиди CO₂ на 25—62 %, споживання води на 89—99,2 % і використання деревини на 100 % у порівнянні з поточним споживанням, коли переважає традиційний папір. Екологічні переваги кам'яного паперу порівняно з переробленим папером значно менші.